# Diadem (zespół muzyczny)
Diadem – polska grupa muzyczna wykonująca disco polo, powstała w 1996 roku.

## Życiorys
W 2002 do grupy dołączył Mariusz Gołaszewski, znany z grupy Mega Dance. W 2005 z powodu dużego zainteresowania zespół podzielił się na dwa składy: "weselny" - prowadzony przez Radosława Klinowskiego, oraz "koncertowy" - prowadzony przez Mariusza Gołaszewskiego. Do grupy dołączyli Krzysztof Faszczewski i Bogdan Dzierżek (skład weselny) oraz Krzysztof Kamieński (skład koncertowy). 
W 2006 z grupy odszedł Andrzej Kalinowski, który wyjechał do Wielkiej Brytanii. Pod koniec 2012 z kapeli odszedł jeden z tancerzy - Paweł Wiśniewski. Obecny skład zespołu to: Mariusz Gołaszewski, Krzysztof Kamieński i Łukasz Popławski, a na weselach grają: Radosław Kalinowski, Bogdan Dzierżek i Krzysztof Faszczewski.
Grupa Diadem ma na koncie pięć albumów i takie hity, jak: "Kto więcej serca Ci da", "Jak zabawa to zabawa", "Klaun", "Samoloty" oraz najnowsze takie jak: "Ciebie nie ma". "Zabrałaś serce moje", "Mój plan", "Pamiętasz", "Nic nas nie łączy", "Nie udawaj świętej", "Zakochałem się w tobie", "Dawaj maleńka nie przestawaj", "Ta jedyna", "Bawię się", "Najpiękniejsza".

## Dyskografia
- (2008) - The Best
- (2010) - Tanecznie
- (2012) - Fascynacje
- (2013) - Nasz plan
- (2014) - Nie udawaj świętej